# Sirpa Lane

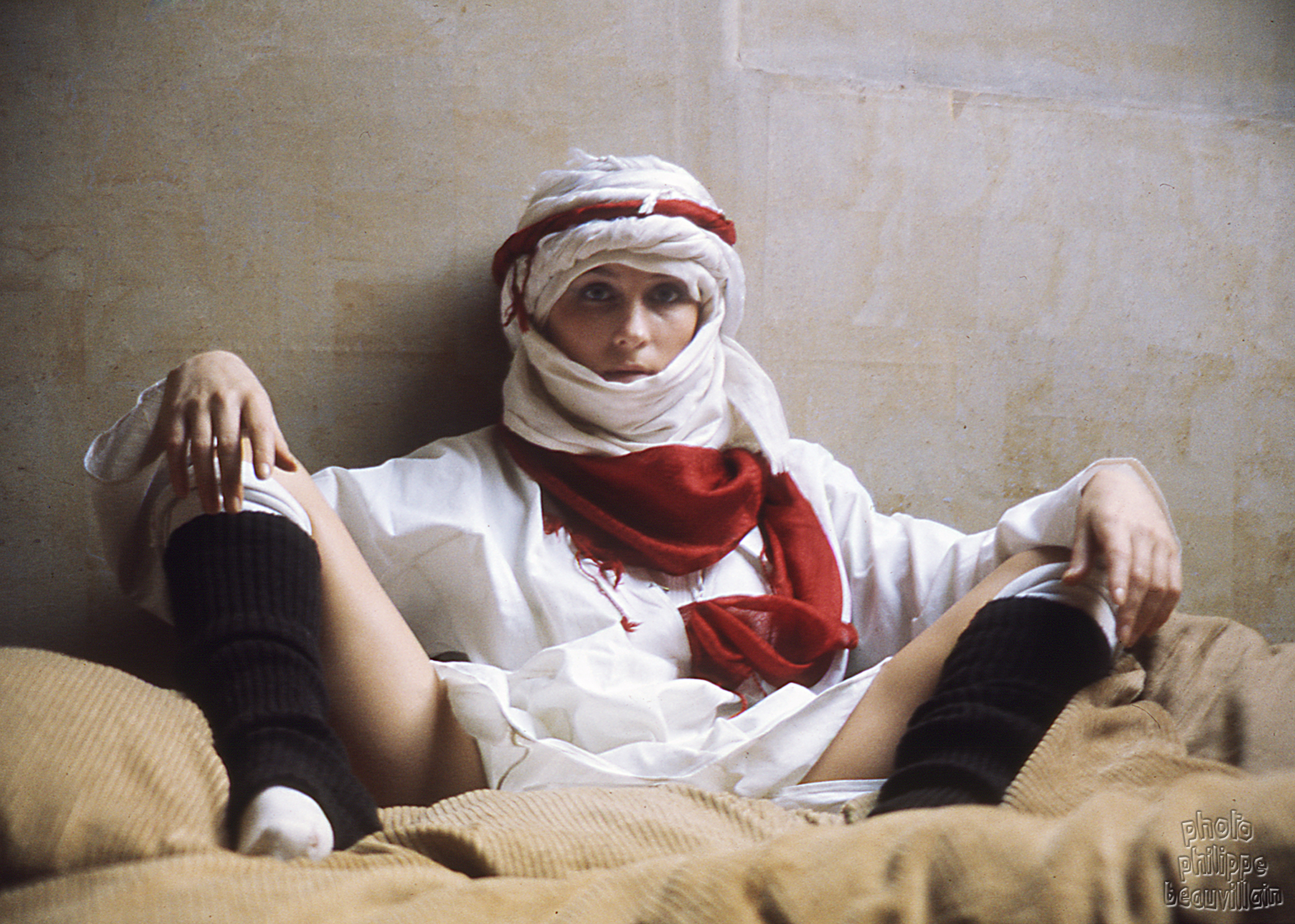
Sirpa Lane (1988)

Sirpa Lane (* 31. Januar 1952 in Turku als Sirpa Salo; † 30. April 1999 auf Formentera) war eine finnische Schauspielerin. 

## Wirken
Sirpa Lane begann als Fotomodell und wurde in Schweden von David Hamilton entdeckt. Ihr Filmdebüt gab die blonde, grünäugige Darstellerin im unabhängig produzierten Fluff. Schnell folgten Engagements bei Regisseuren, die sowohl erotische Filme drehten, aber auch einen guten Ruf hatten: Für Roger Vadim war Lane in Ein wildes Leben und für Walerian Borowczyk im skandalträchtigen Das Biest aktiv. Vergleichen mit Brigitte Bardot und Sylvia Kristel konnte die weitere Karriereentwicklung jedoch nicht standhalten: Bald wurde Lane in italienischen Kommerzprodukten besetzt, die außer ihren körperlichen Vorzügen keinerlei Anforderungen an sie stellten. Ein weiterer umstrittener Film war auch dabei: Der 1976 inszenierte Naziploitation-Reißer La svastica nel ventre. Die schnell alternde Darstellerin war nun in immer kostengünstigeren Werken zu sehen; ihren letzten Filmauftritt hatte sie 1983 in dem pornografienahen Film Giochi carnali. Sie trat auch unter den Künstlernamen Shirpa Lane und Syrpa Lane in Erscheinung. Im August 1982 war sie auf dem Cover des französischen Playboy.
Lane starb auf Formentera an den Folgen vom AIDS.

## Filmografie
- 1974: Fluff
- 1974: Ein wildes Leben (La jeune fille assassinée)
- 1975: Das Biest (La bête)
- 1977: La svastica nel ventre
- 1978: Malabestia
- 1978: Papaya – Die Liebesgöttin der Kannibalen (Papaya dei Caraibi)
- 1980: Die Bestie aus dem Weltraum (La bestia nello spazio)
- 1981: Trois filles dans le vent
- 1982: Le notti segrete di Lucrezia Borgia
- 1983: Giochi carnali